# Tê giác đen Đông Phi
Tê giác đen Đông Phi (danh pháp hai phần: Diceros bicornis michaeli) là một phân loài của loài tê giác đen. Phân loài này có lịch sử phân bổ từ miền nam Sudan, Ethiopia, Somalia xuống tới Kenya và miền bắc-trung tâm Tanzania. Ngày nay, phạm vi phân bổ của chúng bị giới hạn chủ yếu trong vùng Tanzania.Loài này đã tuyệt chủng ở Sudan, Nam Sudan, Ethiopia, Somalia, Uganda. Chỉ còn sinh sống ở Kenya và Tanzania.

## Hình ảnh

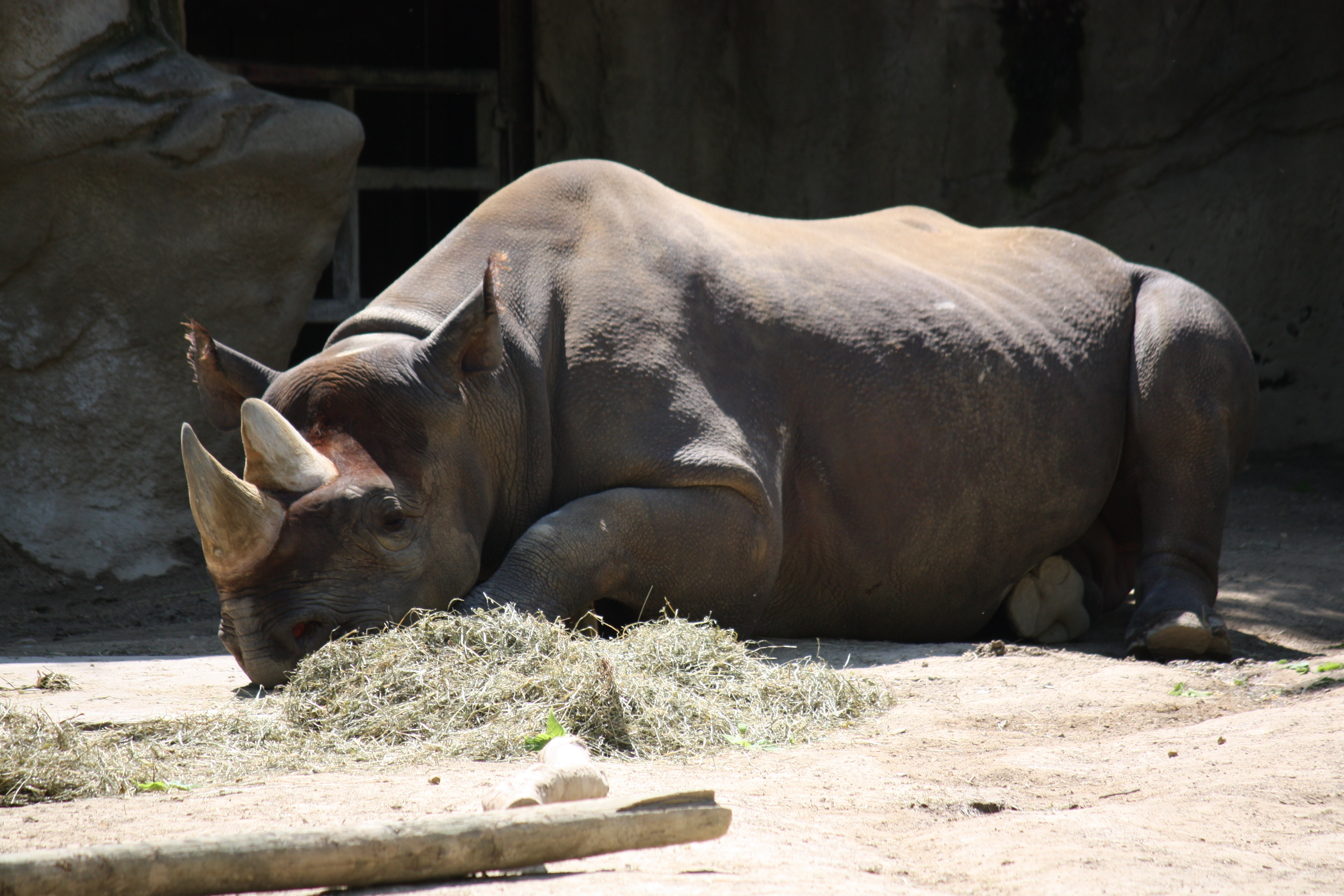